# Dean Court
Dean Court, i øjeblikket kendt som Vitality Stadium pga. sponsoraftaler, er et fodboldstadion i Boscombe, en forstad til Bournemouth, Dorset, England, og er hjemmebane for Premier League-klubben AFC Bournemouth. Stadionet har en kapacitet på 11.307.